# 二里ヶ浜
二里ヶ浜（にりがはま）は、和歌山県和歌山市にある砂浜。磯ノ浦海水浴場があることで知られている。

## 歴史
かつては紀ノ川の河口から北側は8km（2里）にわたって広大な砂浜が存在していた。それ故二里ヶ浜と呼ばれていた。しかし住友金属工業の和歌山製鉄所の建設により現在では大部分が埋め立てられており、二里ヶ浜の西端部分（磯ノ浦）のみが砂浜として残っている。面影としては松林が河西緩衝緑地沿いに残っている。

## 交通
- 南海加太線二里ヶ浜駅

座標: 北緯34度15分32.8秒 東経135度5分36.7秒 / 北緯34.259111度 東経135.093528度